# Zespół Pieśni i Tańca Budowlanych Warszawy „Starówka”

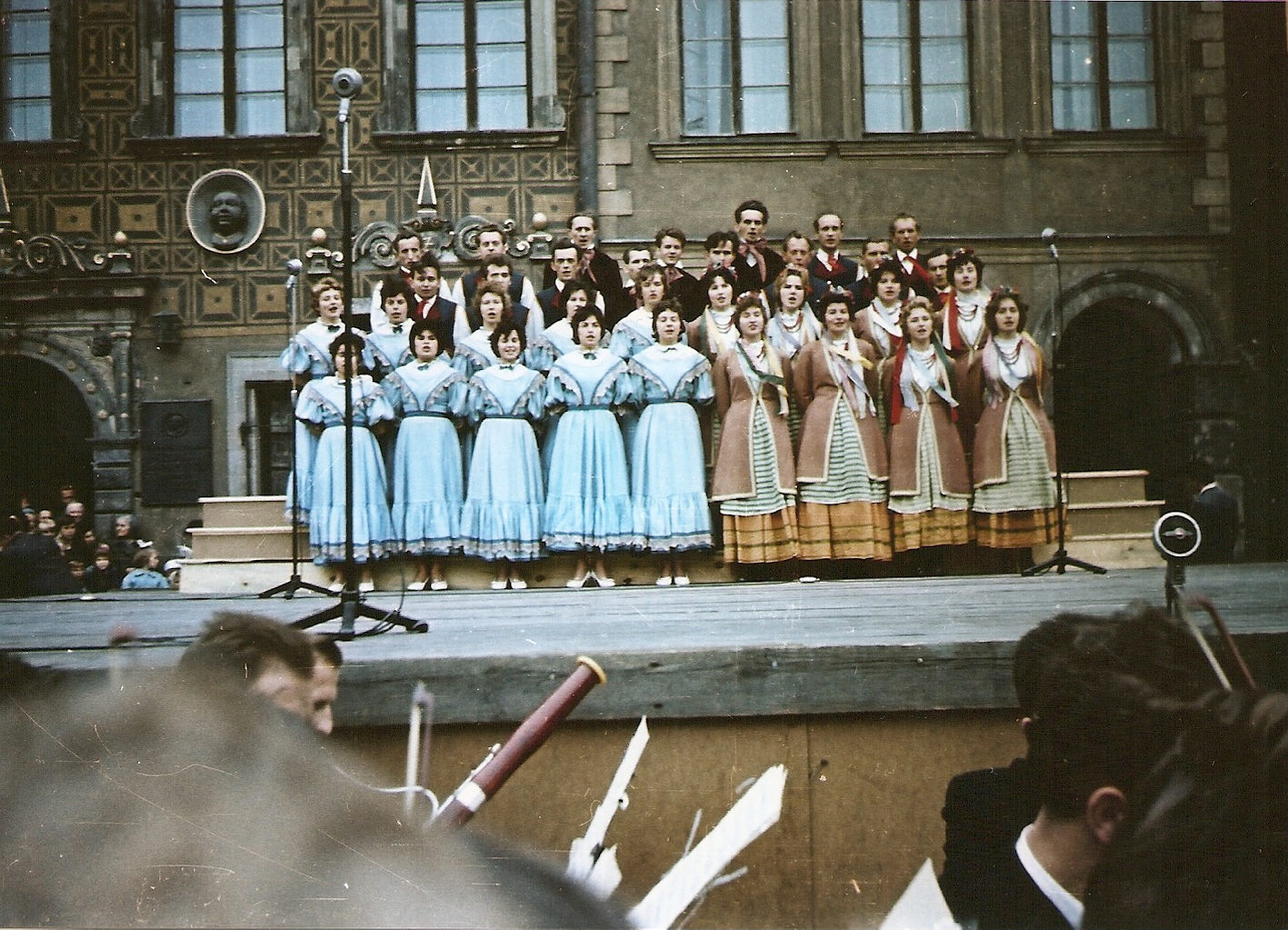
Chór „Starówki” podczas występu na Rynku Starego Miasta w Warszawie w roku 1960

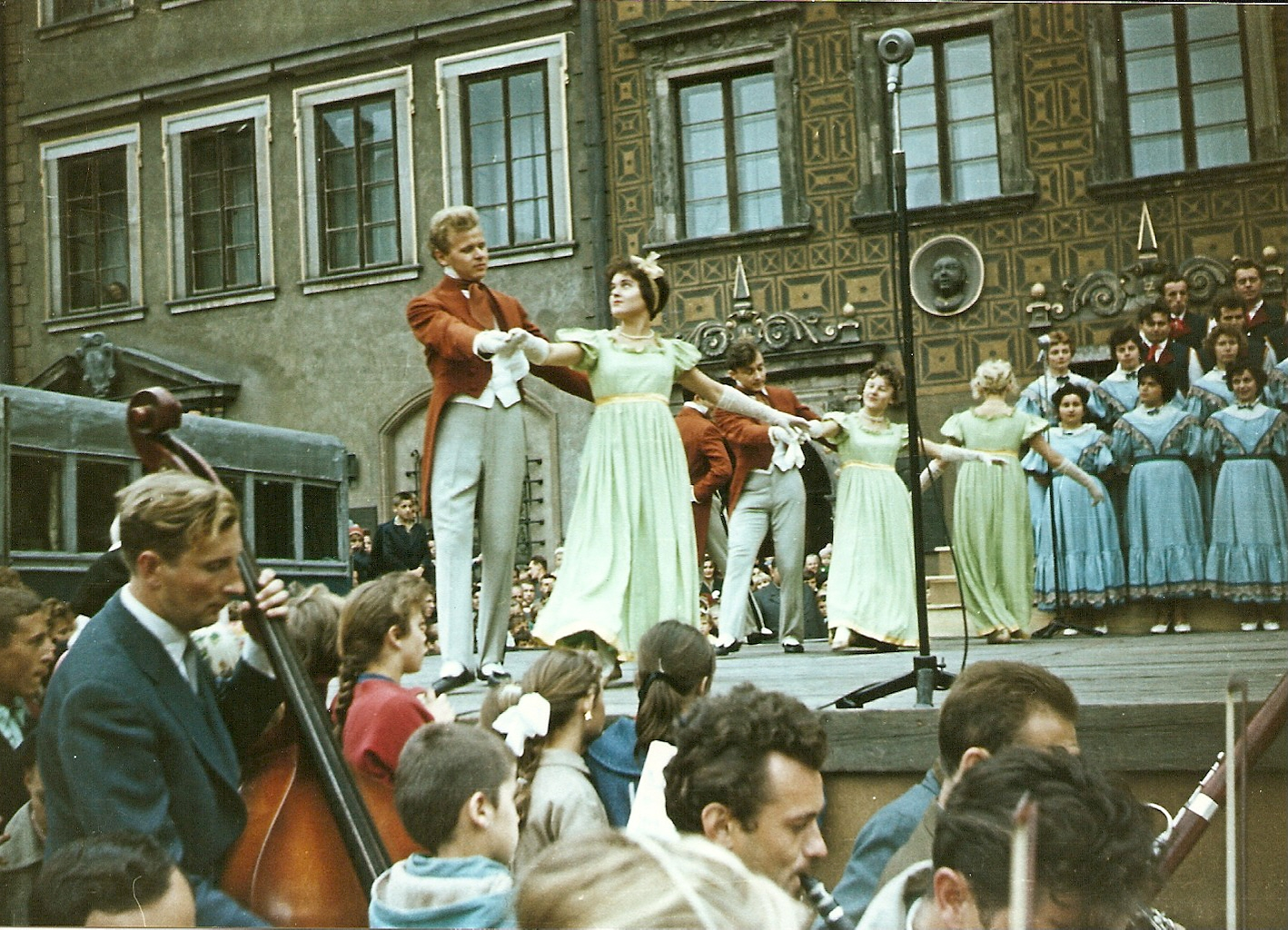
Balet „Starówki” w polonezie podczas występu na Rynku Starego Miasta w Warszawie w roku 1960

Starówka (pełna nazwa: Zespół Pieśni i Tańca Budowlanych Warszawy „Starówka”) – zespół artystyczny nawiązujący do tradycji warszawskiego folkloru, istniejący w latach 1953-1967.
Oficjalna data powstania Zespołu – 22 lipca 1953 roku. To data premierowego występu na Rynku Starego Miasta w Warszawie. Twórcami pierwszego programu byli: Helena Kołaczkowska (kierownictwo literackie), Mieczysław Krzyński (kierownictwo muzyczne), Kazimierz Maciaszczyk (choreografia) i Jan Marcin Szancer (kostiumy). Program reżyserowała Barbara Fijewska.
Twórcami następnych programów byli: Józef Grzyb (kierownik artystyczny) oraz Jadwiga Hryniewiecka (choreograf).
Przez cały okres istnienia Zespół działał po egidą Związku Zawodowego Budowlanych. Wykonał setki koncertów w Warszawie i wielu miastach Polski. Za granicą występował w Czechosłowacji (1960), na Węgrzech (1964) i Bułgarii (1965). Zespół (balet, chór i orkiestra) liczył ponad 100 osób.
Na X-lecie istnienia (1963) Zespół odznaczony został Złotą Odznaką Honorową m.st. Warszawy. Istniał do 1967 roku.